# Seria Dawnej Literatury Angielskiej
Seria Dawnej Literatury Angielskiej – seria publikowana przez krakowskie Wydawnictwo Literackie w drugiej połowie lat siedemdziesiątych i w latach osiemdziesiątych XX wieku, prezentująca przekłady klasycznych dzieł angielskich od XIV do XVIII wieku, przede wszystkim dramatów elżbietańskich.
W ramach omawianej inicjatywy wydawniczej zaprezentowano polskiemu czytelnikowi między innymi dzieła Geoffreya Chaucera, Thomasa Kyda, Christophera Marlowe’a, Williama Szekspira, Bena Jonsona, Thomasa Lodge’a, Johna Miltona i Alexandra Pope’a. Tłumaczami byli mediewista i szekspirolog profesor Przemysław Mroczkowski, Juliusz Kydryński, Krystyna Berwińska i Maciej Słomczyński. Autorem niektórych komentarzy historycznoliterackich był profesor Jerzy Strzetelski. Seria ta zmieniła obraz starszej literatury angielskiej w oczach polskich odbiorców zwłaszcza w odniesieniu do dramaturgii elżbietańskiej, która do tej pory była postrzegana przez pryzmat twórczości Williama Szekspira.

## Tomy wydane w ramach serii
| Tytuł                                                                                                   | Autor                            | Tłumacz                | Rok wydania |
| --- | -------------------------------- | ---------------------- | ----------- |
| Masakra w Paryżu i śmierć Księcia Gwizjusza. Tak, jak ją grali słudzy Wielce Czcigodnego Lorda Admirała | Christopher Marlowe              | Juliusz Kydryński      | 1975        |
| Cnotliwa ladacznica                                                                                     | Thomas Dekker                    | Juliusz Kydryński      | 1976        |
| Arden z Feversham                                                                                       | anonimowy                        | Maciej Słomczyński     | 1977        |
| Tamerlan Wielki                                                                                         | Christopher Marlowe              | Juliusz Kydryński      | 1977        |
| Tragedia dziewicy                                                                                       | Francis Beaumont, John Fletcher  | Juliusz Kydryński      | 1977        |
| Troilus i Criseyda                                                                                      | Geoffrey Chaucer                 | Maciej Słomczyński     | 1978        |
| Rozalinda                                                                                               | Thomas Lodge                     | Juliusz Kydryński      | 1978        |
| Szewskie święto, albo szlachetne rzemiosło                                                              | Thomas Dekker                    | Juliusz Kydryński      | 1979        |
| Czarownica z Edmonton                                                                                   | Thomas Dekker                    | Juliusz Kydryński      | 1980        |
| Księga ballad angielskich i szkockich                                                                   | zbiorowy                         | Juliusz Kydryński      | 1980        |
| Alchemik                                                                                                | Ben Jonson                       | Juliusz Kydryński      | 1982        |
| Porwany lok. Poemat heroikomiczny                                                                       | Alexander Pope                   | Juliusz Kydryński      | 1982        |
| Tragedia hiszpańska                                                                                     | Thomas Kyd                       | Juliusz Kydryński      | 1982        |
| Tragiczna historia doktora Fausta                                                                       | Christopher Marlowe              | Juliusz Kydryński      | 1982        |
| Volpone albo Lis                                                                                        | Ben Jonson                       | Juliusz Kydryński      | 1982        |
| Edward II                                                                                               | Christopher Marlowe              | Juliusz Kydryński      | 1983        |
| Kobieta zabita dobrocią                                                                                 | Thomas Heywood                   | Juliusz Kydryński      | 1983        |
| Widzenie o Piotrze Oraczu                                                                               | William Langland                 | Przemysław Mroczkowski | 1983        |
| Zwodnica                                                                                                | William Rowley, Thomas Middleton | Krystyna Berwińska     | 1983        |
| Każdy w swoim humorze                                                                                   | Ben Jonson                       | Juliusz Kydryński      | 1984        |
| Raj utracony                                                                                            | John Milton                      | Maciej Słomczyński     | 1985        |
| Hamlet (Quarto 1603)                                                                                    | William Shakespeare              | Juliusz Kydryński      | 1987        |
| Opowieść Rycerza (jedna z Opowieści kanterberyjskich)                                                   | Geoffrey Chaucer                 | Przemysław Mroczkowski | 1988        |